# ハンナとその姉妹
『ハンナとその姉妹』（ハンナとそのしまい、Hannah and Her Sisters）は、1986年のアメリカ映画。ウディ・アレン監督・脚本のコメディ・ドラマ。
アカデミー賞で助演男優賞（マイケル・ケイン）、助演女優賞（ダイアン・ウィースト）、脚本賞（ウディ・アレン）を受賞している。

## ストーリー
ニューヨークに住む三人姉妹と彼女たちに関わる男性たちとの結婚生活、恋愛もようを描く。
舞台女優を仕事にしているハンナ（ファロー）には、ホリーとリーの二人の妹がいる。ホリーも女優だがオーディションで落ちてばかりで、仕事がないので友人のエイプリルを誘って、ケータリングの会社を始めることになった。ある日、二人はパーティーに来客で来ていたデビッドという建築家と知り合い、ホリーは彼に惹かれる。そしてその後、彼とオペラを鑑賞し付き合い始める。
ハンナにはエリオット（ケイン）という再婚の夫がいて、彼はハンナの妹、リーに密かな想いを寄せている。リーにはフレデリックという画家の同棲相手がいるが、エリオットは強引にリーに想いを伝え、リーは動揺してしまう。しかしその後、エリオットとリーはホテルで密会を重ねることとなる。
ハンナの元夫であるミッキー（アレン）は、いつも病気になることを恐れている、病気恐怖症の男で、テレビ番組の制作の仕事をしている。右耳に違和感を覚えた彼は、病院で診察してもらったところ、医者から別の大きな病院で精密検査が必要だと言われる。ミッキーは自分の脳の中に大きな腫瘍があるのかもしれないと、悪い妄想を膨らませてゆく。その後、検査の結果、医者から異常はなかったと聞かされた彼は飛び上がって喜ぶ。そうしてしばらく喜んで明るくなっていたものの、すぐにまた、「でも自分は遅かれ早かれ、いつかは死ぬんだ」と再び悲観的な想いにとらわれてしまうのだった。
次女のホリーは恋人のデビッドをエイプリルに取られた上に、ミュージカルのオーディションで落とされ、ケータリングも女優も辞めて脚本を書き始めることにした。そして第1稿を書き上げて周囲に見せたところ、母親には誉められたが、ハンナはカンカンになって怒った。自分と夫のエリオットがモデルにされていたからだ。
三女のリーはエリオットとの浮気をフレデリックに知られ、彼との同棲を解消することになった。その後、通い始めた大学で文学の教授と知り合い、エリオットとも不倫関係を解消する。そしてその後、新しい彼氏と結婚することになる。
ミッキーは人生に悩み、ユダヤ教からカトリックに改宗を試み、新しい生き方を模索していた。街を歩いていた彼はハンナと離婚した後、一度だけデートしたことがあるホリーを見かけ、久しぶりに声をかける。ホリーは書き上げたばかりの第2作の台本をミッキーに読み聞かせたところ、「いくつかテレビ用に書き換えたい所があるけど、すごくいい台本だ」、と彼に誉められる。思いのほか、気のあう二人は親密になってゆき、結婚することとなる。
一方、エリオットはリーとの浮気を反省し、ぎこちなくなっていた、ハンナとの関係も次第にもとどおりに戻ってゆく。ふたたび感謝祭の時期がやってきて、エリオットは自分が思っていた以上にハンナを愛していることに気づく。

## キャスト
※括弧内は日本語吹替
- ハンナ - ミア・ファロー（宗形智子）

三姉妹の長女・舞台女優。
- ホリー - ダイアン・ウィースト（藤田淑子）

次女・舞台女優。
- リー - バーバラ・ハーシー（高島雅羅）

三女。
- エリオット - マイケル・ケイン（羽佐間道夫）

ハンナの夫・投資顧問。
- ミッキー - ウディ・アレン（富山敬）

ハンナの元夫・番組制作・病気恐怖症。
- フレデリック - マックス・フォン・シドー（中村正）

リーの同棲相手・画家。
- エイプリル - キャリー・フィッシャー（横尾まり）

ホリーの友人・舞台女優。
- ノーマ - モーリン・オサリヴァン（竹口安芸子）

三姉妹の母・元舞台女優。
- エヴァン - ロイド・ノーラン（石森達幸）

三姉妹の父・元舞台俳優。
- ゲイル - ジュリー・カブナー（鈴木みえ）

ミッキーの同僚の女性・番組制作。
- エド・スミス - J・T・ウォルシュ（小室正幸）

倫理委員。
- テレビ番組の脚本家 - ジョン・タトゥーロ
- ダスティ - ダニエル・スターン（荒川太郎）

ロック歌手。
- エイベル医師 - アイラ・ホイーラー（村松康雄）
- ウィルクス医師 - リチャード・ジェンキンス（石井敏郎）
- グレイ医師 - フレッド・メラメッド（亀井三郎）
- スミス医師 - ベノ・シュミット（回想シーン、カメオ出演）
- ブルックス医師 - スティーブン・デフルーター（伊井篤史）
- ホステス - スーザン・ゴードン・クラーク（吉田美保）
- デヴィッド・トーチン - サム・ウォーターストン（クレジットなし）（納谷六朗）

建築家。